# Sint-Bernadettekerk (Deurne)
De Sint-Bernadettekerk is een voormalige parochiekerk in het tot de gemeente Antwerpen behorende district Deurne, die was gelegen aan het Wim Saerensplein 1.
De kerk werd gebouwd in 1962, met behulp van prefab-elementen, voor de buurt Venneborg. Het is een bescheiden kerkgebouw met een plat dak en een sobere open klokkentoren.
Einde 2015 werd er de laatste Mis opgedragen. In het kader van een fusieplan voor drie dicht bij elkaar gelegen parochies (Heilig Hart, Sint-Rumoldus en Sint-Bernadette) werd de kerk afgestoten, te koop gezet en in 2017 onttrokken aan de eredienst.
In 2019 werd bekendgemaakt dat de kerk zou worden gesloopt. Op de plaats ervan werden 30 sociale koopwoningen geprojecteerd. Begin 2022 werd zij uiteindelijk gesloopt.